# Пелс, Джессика
Джессика Пелс (род. 6 сентября 1986, Атланта) — американский главный редактор журнала Cosmopolitan. До работы в Cosmopolitan Пелс занимала редакторские должности в журналах The New Yorker, Vogue, Glamour и Teen Vogue. С ноября 2014 года по январь 2018 года она занимала должность директора по цифровым технологиям журнала Marie Claire, после чего стала директором по цифровым технологиям Cosmopolitan. В октябре 2018 года Пелс была назначена главным редактором Cosmopolitan, став самым молодым человеком в истории журнала на этой должности в возрасте 32 лет.

## Ранняя жизнь и биография
Пелс выросла в Атланте, штат Джорджия, США. Впервые она переехала в Нью-Йорк в возрасте 14 лет, чтобы изучать балет в Американском театре балета. Пелс получила степень бакалавра изящных искусств в области кинопроизводства в Школе искусств Тиш при Нью-Йоркском университете.